# Васильевское (Бабаевский район)
Васильевское — деревня в Бабаевском районе Вологодской области.
Входит в состав Тороповского сельского поселения, с точки зрения административно-территориального деления — в Тороповский сельсовет.
Расстояние по автодороге до районного центра Бабаево — 32 км, до центра муниципального образования деревни Торопово — 6 км. Ближайшие населённые пункты — Бардинское, Горка, Гриньково, Замошье, Карпово.
По данным переписи в 2002 году постоянного населения не было.